# عهود الرومي
عهود بنت خلفان الرومي سياسية إماراتية تشغل منصب وزيرة الدولة للتطوير الحكومي والمستقبل في حكومة دولة الإمارات. وهي أيضاً رئيس الهيئة الاتحادية للموارد البشرية منذ يوليو 2020.

## التعليم
حصلت الرومي على شهادة الماجستير التنفيذي في إدارة الأعمال من جامعة الشارقة، ودرجة البكالوريوس في الاقتصاد من كلية الإدارة والاقتصاد بجامعة الإمارات العربية المتحدة، هي أيضاً خريجة برنامج محمد بن راشد لإعداد القادة.

## الحياة المهنية
تشغل عهود الرومي حالياً منصب وزيرة الدولة للتطوير الحكومي والمستقبل، في حكومة دولة الإمارات، التي يرأسها الشيخ محمد بن راشد آل مكتوم نائب رئيس الدولة رئيس مجلس الوزراء حاكم دبي. كما تشغل منصب رئيس الهيئة الاتحادية للموارد البشرية منذ يوليو 2020، وهي الجهة الحكومية الاتحادية المنوطة بها مسؤولية تنمية وتطوير الموارد البشرية في القطاع الحكومي في دولة الإمارات العربية المتحدة. كما تشغل أيضاً منصب نائب رئيس مؤسسة القمة العالمية للحكومات، ونائب رئيس المعهد الدولي للتسامح، وهي عضو في مجلس إدارة الهيئة الاتحادية للتنافسية والإحصاء، ومجلس أمناء مؤسسة متحف المستقبل.
وتشغل أيضا منصب مدير عام مكتب رئاسة مجلس الوزراء وتشرف من خلاله على تنسيق وتنفيذ مجموعة من المشاريع والمبادرات الاستراتيجية على مستوى الحكومة، ومنها؛ مئويّة الإمارات 2071 كأمين عام للجنة الوزارية للاستعداد للخمسين، ورؤية الإمارات 2021، والأجندة الوطنيّة، واستراتيجية حكومة دولة الإمارات، والاستراتيجية الوطنية للابتكار، والمسرعات الحكومية، ومركز محمّد بن راشد للابتكار الحكومي، ونظام إدارة الأداء الحكومي «أداء»، وبرنامج الشيخ خليفة للتميز الحكومي، وجائزة محمّد بن راشد للأداء الحكومي المتميّز، وبرنامج قيادات حكومة الإمارات، وبرنامج الإمارات للخدمة الحكوميّة المتميّزة، ونظام النجوم العالمي لتصنيف الخدمات، ومجلس محمّد بن راشد للسياسات.
وتقود عمل الإدارة الافتراضية للخدمات الحكومية الاستباقية، ضمن «وزارة اللا مستحيل»، وتشرف أيضاً على تنفيذ العديد من المبادرات الوطنية والعالمية التي ينظمها مكتب رئاسة مجلس الوزراء في وزارة شؤون مجلس الوزراء، مثل «الاجتماعات السنوية لحكومة دولة الإمارات» و«الاجتماعات السنوية لمجالس المستقبل العالمية».

### مناصب شغلتها سابقاً
شغلت الرومي سابقاً منصب وزيرة دولة للسعادة وجودة الحياة في من 2016 وحتى 2020 وكان أوّل منصب وزاري على مستوى العالم تم استحداثه في دولة الإمارات العربيّة المتحدة في عام 2016 لمواءمة الخطط والبرامج والمبادرات الحكومية لتحقيق السعادة وتعزيز جودة حياة مجتمع دولة الإمارات.
كما شغلت أيضاً منصب مدير السياسات الاقتصادية في المكتب التنفيذي للشيخ محمّد بن راشد آل مكتوم، ومدير بحوث الأعمال في غرفة تجارة وصناعة دبي، إضافة إلى قيادة عدّة فرق عمل لتطوير الاستراتيجيات الحكومية، منها فريق عمل القطاع الاقتصادي لاستراتيجية حكومة دبي واستراتيجية الحكومة الاتحادية.

## إنجازات
في عام 2015، تم اختيارها لعضوية مجلس ريادة الأعمال العالمي التابع لمؤسسة الأمم المتحدة، لتكون أول شخصيّة عربيّة تحصل على هذه العضوية، كما أنها عضو مجموعة القيادات الشابة العالمية التابعة للمنتدى الاقتصادي العالمي "دافوس" منذ عام 2012، وفي عام 2017، اختارتها مجلة فورتشن ضمن قائمة أهم 50 شخصية قيادية على مستوى العالم، لتكون الشخصية العربية الوحيدة في القائمة، وذلك تقديراً للإنجازات الريادية التي حققتها.

## روابط خارجية
- مقالة عن معالي عهود الرومي - جريدة الخليج
- صفحة أعضاء الحكومة بالموقع الرسمي لمجلس الوزراء الإماراتي